# Oberbronn
Oberbronn é uma comuna francesa na região administrativa de Grande Leste, no departamento Baixo Reno. Estende-se por uma área de 28,42 km². Em 2010 a comuna tinha 1 591 habitantes (densidade: 56 hab./km²).